# Arash Motaraghebjafarpour
Arash Jafarpour (19 maart 2003) is een Zweeds-Iraanse voetballer die speelt voor Kalmar FF in de Allsvenskan.

## Jeugd
Arash Jafarpour werd geboren in Mashhad, Iran, waar hij vooral voetbalde met vrienden en op school. Toen hij negen jaar oud was, verhuisde het gezin naar Zweden en Uppsala, waar een deel van de familie al woonde.

## Carrière
Na zijn verhuizing naar Zweden begon Jafarpour met voetballen bij IFK Uppsala. Op 14-jarige leeftijd stapte hij over naar Uppsala-Kurd FK, wiens academie kort daarna onderdeel werd van Dalkurd FF. Nadat hij op 15-jarige leeftijd zijn debuut in het eerste elftal maakte voor partnerclub Uppsala-Kurd FK in Divisie 3, begon Jafarpour kort daarna in het eerste elftal te spelen, toen hij in het voorseizoen van 2019 de kans kreeg van Dalkurd FF. Op 10 augustus 2019 zat Jafarpour ook voor het eerst op de bank in Superettan toen Dalkurd FF het opnam tegen Halmstads BK. In hetzelfde seizoen was hij ook betrokken bij de promotie van Uppsala-Kurd FK naar Divisie 3.
Voor het seizoen 2020 tekende Arash Jafarpour zijn eerste contract bij Dalkurd FF. In de zomer maakte hij ook zijn Superettan-debuut als invaller tijdens de 1-4 nederlaag tegen Trelleborgs FF op 25 juli 2020. In totaal kwam hij dat seizoen tot twee optredens bij de club die degradeerde uit de op één na hoogste divisie. Het daaropvolgende seizoen nam de speeltijd toe toen Dalkurd FF de tweede plaats bereikte in Ettan Norra 2021 en vervolgens GAIS versloeg in de Superettan-kwalificatie. Terug in de Superettan groeide Jafarpour uit tot basisspeler, maar hij kon Dalkurd FF niet behoeden van degradatie.
Na de degradatie liep Jafarpour's contract bij Dalkurd FF af en koos hij ervoor om een tweejarig contract te tekenen bij Allsvenskan Kalmar FF. In de openingswedstrijd tegen Malmö FF op 1 april 2023 maakte Jafarpour zijn debuut in de Allsvenskan door als invaller op te treden in de met 0-1 verloren wedstrijd.

## Interlandcarrière
Arash Jafarpour heeft voor het nationale U19-team van Zweden gespeeld, maar heeft naast Zweden ook de mogelijkheid om Iran te vertegenwoordigen.
Zijn eerste wedstrijd voor Zweden speelde Jafarpour op 4 september 2021, toen de nationale ploeg van P18 met 0-3 verloor van Finland. Later dat jaar werd Jafarpour geselecteerd voor het U19 Europees Kampioenschap 2022 en speelde hij in twee van de drie wedstrijden toen Zweden doorging naar de tweede kwalificatieronde. In het voorjaar van 2023 speelde hij in alle drie de wedstrijden toen Zweden werd uitgeschakeld in de tweede kwalificatieronde en het Europees kampioenschap onder 19 jaar 2022 misliep.